# Rayne (Louisiana)
Rayne is een plaats (city) in de Amerikaanse staat Louisiana, en valt bestuurlijk gezien onder Acadia Parish.

## Demografie
Bij de volkstelling in 2000 werd het aantal inwoners vastgesteld op 8552.
In 2006 is het aantal inwoners door het United States Census Bureau geschat op 8645, een stijging van 93 (1,1%).
De plaats telt niet alleen een Franse traditie door de cajuns, maar ook een Duitse. In het gehucht Roberts Cove vestigden zich aan het einde van de 19e eeuw Duitse, katholieke immigranten uit Geilenkirchen en Heinsberg, die nog bepaalde Duitse gebruiken in ere houden, zoals het Sinterklaasfeest en Duitse koorzangen.

## Geografie
Volgens het United States Census Bureau beslaat de plaats een oppervlakte van
8,9 km², geheel bestaande uit land.

## Plaatsen in de nabije omgeving
De onderstaande figuur toont nabijgelegen plaatsen in een straal van 20 km rond Rayne.